# Palaeontological Association

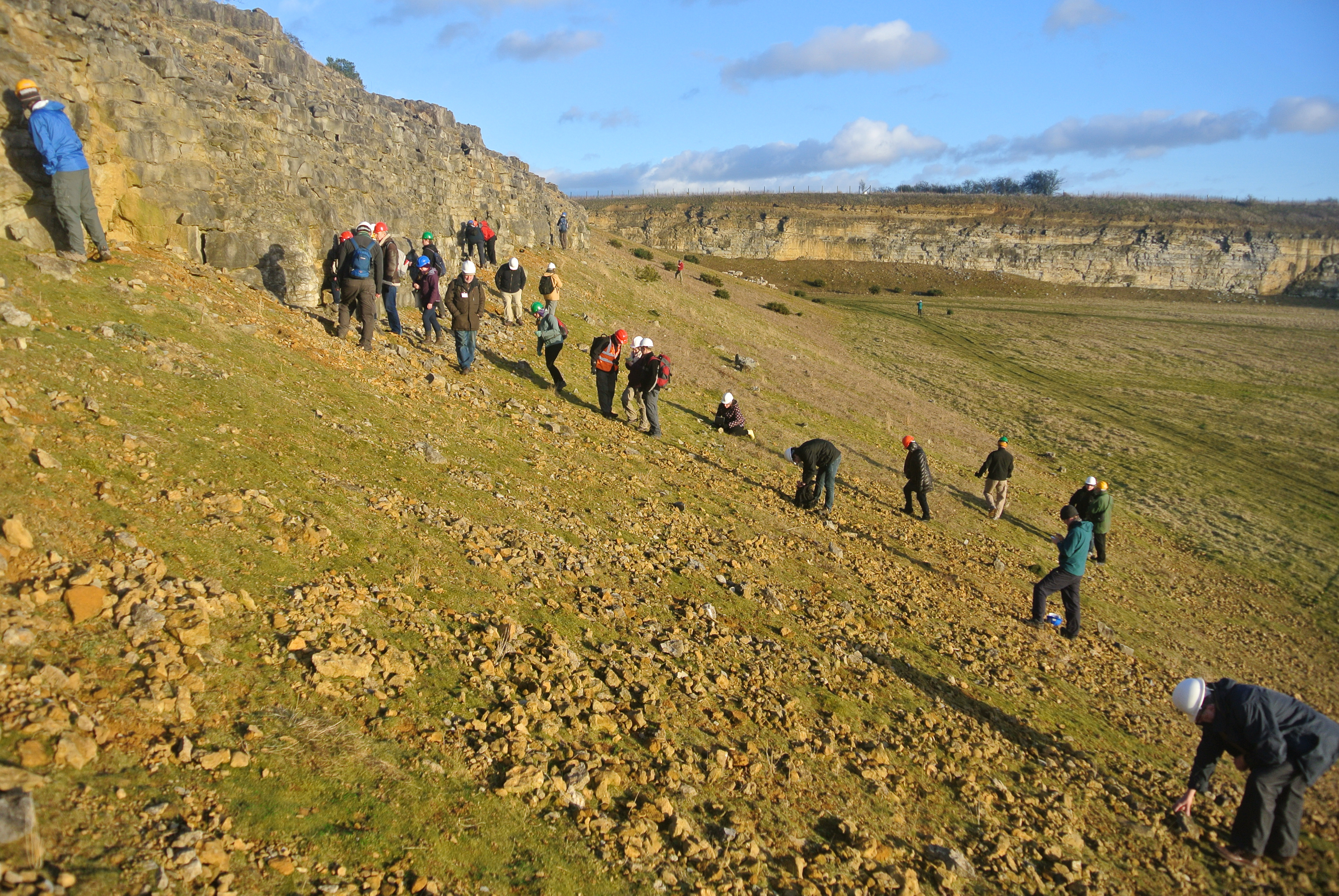
Exkursion der Paläontologischen Gesellschaft zum Spaunton Quarry (Steinbruch von Spaunton) in Yorkshire

Die Palaeontological Association ist eine 1957 gegründete britische Gesellschaft für Paläontologie mit internationaler Ausrichtung. Sie hat etwa 1000 Mitglieder. Die jährliche Hauptversammlung findet in wechselnden Städten Europas statt, in zwei von drei Jahren in Großbritannien.
Sie vergibt mehrere Preise, darunter die Lapworth Medal. Die Gesellschaft gibt seit 1957 die Zeitschrift Palaeontology heraus.
Ehrenmitglieder der Gesellschaft waren oder sind Stuart McKerrow, Alwyn Williams, Harry Blackmore Whittington, Michael G. Bassett, David Batten, Robin Cocks, John Callomon, William Gilbert Chaloner, Charles Hepworth Holland, John Hudson, John Murray, Anthony Hallam, Peter Crane, Ian Rolfe, Euan Clarkson, Dianne Edwards, Phil Lane, Peter Skelton,  Richard Fortey, Chris Paul, Stuart Baldwin.